# اریک هاسل
اریک هاسل (انگلیسی: Erik Hassle؛ زادهٔ ۲۶ اوت ۱۹۸۸) موسیقی‌دان اهل سوئد است.